# Olga Steeb
Olga Steeb (nascida por volta de 1886 – 29 de dezembro de 1941) foi uma pianista americana e professora de música em Los Angeles, Califórnia.

## Início da vida
Olga Steeb era filha de Carl Egon Steeb e Sophie S. Steeb, imigrantes alemães em Los Angeles. Seu pai era músico e tocava trompa, disse ter ensinou a sua filha a memorizar centenas de composições quando criança. Em 1904, Olga já se apresentava em concertos. Estudou piano com Thilo Becker.

## Carreira
Steeb realizou apresentações nos Estados Unidos e na Europa, em apresentações solo e, como parte do Grupo Griffes com a mezzo-soprano Edna Thomas e violinista Sacha Jacobinoff. Ela foi destaque como solista no Exposição Internacional Panamá-Pacífico em 1915, em San Francisco. Ela fez sua estreia em Nova York em 1919, no Aeolian Hall. Em 1921, foi chamada pelo público ao palco para realizar um concerto com a Filarmônica de Los Angeles, sem ensaio ou aviso prévio, quando a Mischa Levitzki foi ferida. Em 1922, tocou no Hollywood Bowl.
Steeb foi chefe dos departamentos de música na Universidade de Redlands de 1915 a 1919, e na Universidade da Califórnia do Sul, a partir de 1919 a 1923. A Escola de Piano Olga Steeb operou na Wilshire Boulevard , a partir de 1923 até 1942. Seus pupilos incluíram Leonard Pennario, o compositor Elinor Remick Warren, o compositor Harry Partch e o organista David Craighead.
Suas irmãs Norma Steeb e Lillian Steeb continuaram a operar a escola após a morte de Olga.

## Vida pessoal
Olga Steeb casou-se duas vezes. Seu primeiro marido foi o colega músico Charles H. Keefer. Eles se casaram em 1911 e divorciaram-se em 1916. Casou-se novamente em 1919, com Charles Edward Hubach, um professor, que se tornou seu empresário. Olga Steeb era viúva quando ela morreu, em Los Angeles, no final de 1941, de câncer, com idade de cerca de 55 anos.